# Jailbreak

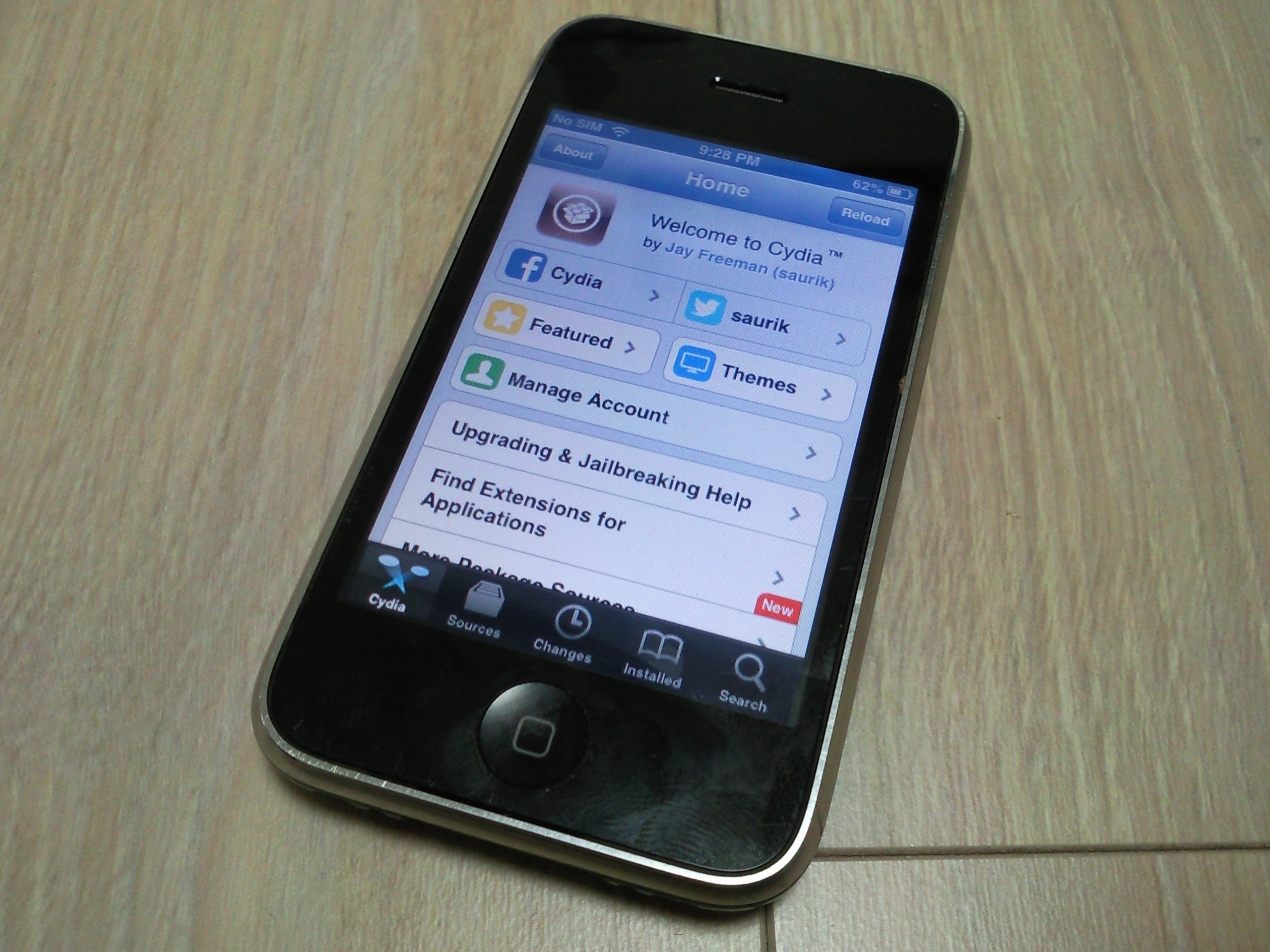
iOS jailbreak store, Cydia

El jailbreak és el procés d'eliminar les limitacions imposades per Apple en dispositius que utilitzin el sistema operatiu iOS mitjançant l'ús de kernels modificats. Aquests dispositius són l'iPhone, iPod Touch, iPad. El jailbreak permet als usuaris accedir completament al sistema operatiu, permetent a l'usuari descarregar aplicacions, extensions i temes que no estiguin disponibles a través de l'App Store oficial. Un dispositiu amb jailbreak encara pot utilitzar l'App Store, iTunes i totes les altres funcions, com fer trucades telefòniques. El jailbreak és una forma d'escalar privilegis.
A diferència del procés de rootejar un dispositiu Android, en el jailbreak és necessari que l'usuari utilitzi programari (software) no autoritzat per Apple. Un jailbreak "untethered" o "tethered" requereix que el dispositiu estigui connectat a un ordinador cada vegada que s'iniciï; un jailbreak "deslligat" o "untethered" permet al dispositiu encendre's sense l'assistència d'un ordinador. Sota el Digital Millennium Copyright Act, el procés de fer jailbreak és legal en els Estats Units, encara que Apple avisa que la pràctica pot violar la garantia.